# Dixon (Familienname)
Dixon ist ein englischer Familienname.

## Herkunft und Bedeutung
Dixon ist ein ursprünglich patronymisch gebildeter englischer Familienname mit der Bedeutung „Dicks Sohn“.

## Varianten
- Dickson

## Namensträger

### A
- Adrien Dixon (* 1988), kanadischer Schauspieler
- Akua Dixon (* 1948), US-amerikanische Cellistin, Sängerin und Komponistin
- Alan J. Dixon (1927–2014), US-amerikanischer Politiker
- Alec Dixon (* 1999), britischer Telemarker
- Alesha Dixon (* 1978), englische Popsängerin und Tänzerin
- Alfred Dixon (1865–1936), britischer Mathematiker
- Alyson Dixon (* 1978), britische Marathonläuferin
- Anne Dixon, kanadische Kostümbildnerin
- Archibald Dixon (1802–1876), US-amerikanischer Politiker
- Arthur Lee Dixon (1867–1955), britischer Mathematiker
- Augustus Edward Dixon (1861–1946), irischer Chemiker

### B
- Ben-Jason Dixon (* 1998), südafrikanischer Rugbyspieler
- Bill Dixon (William Robert Dixon; 1925–2010), US-amerikanischer Trompeter
- Bob Dixon († 1941), kanadischer Speerwerfer

### C
- Charles Dixon (Richter) (1730/31–1817), britischer Richter und Politiker
- Charles Dixon (Ornithologe) (1856–1926), britischer Ornithologe
- Charles Dixon (Maler) (1872–1934), britischer Maler
- Charles Dixon (Tennisspieler) (1873–1939), englischer Anwalt und Tennisspieler
- Charles Dixon (Bodybuilder) (* 1972), US-amerikanischer Bodybuilder
- Charles Harvey Dixon (1862–1923), britischer Politiker
- Chicka Dixon (1928–2010), australischer politischer Aktivist der Aborigines
- Chuck Dixon (Charles „Chuck“ Dixon), US-amerikanischer Comic-Buch Autor
- Charlie Dixon (Charles Edward Dixon; um 1900–1940), US-amerikanischer Banjospieler
- Colin Dixon (Rugbyspieler) (1943–1993), britischer Rugbyspieler
- Colin Dixon (Telemarker) (* 1998), britischer Telemarker
- Colton Dixon (* 1991), US-amerikanischer Sänger christlicher Popmusik
- Craig Dixon (1926–2021), US-amerikanischer Hürdenläufer

### D
- Darren Dixon (* 1960), britischer Motorradrennfahrer
- David Dixon (Schauspieler) (* 1947), britischer Schauspieler und Drehbuchautor
- David S. Dixon (* 1947), US-amerikanischer Amateurastronom und Asteroidenentdecker
- Dean Dixon (1915–1976), US-amerikanischer Dirigent
- Diamond Dixon (* 1992), US-amerikanische Leichtathletin
- Diane Dixon (* 1964), US-amerikanische Leichtathletin
- Donald Dixon, Baron Dixon (1929–2017), britischer Politiker (Labour Party)
- Donna Dixon (* 1957), US-amerikanische Schauspielerin
- Dougal Dixon (* 1947), britischer Paläontologe und Evolutionsforscher

### E
- Eric Dixon (1930–1989), US-amerikanischer Jazz-Musiker, Komponist und Arrangeur

### F
- Fabio Dixon (* 1999), Schweizer Fußballspieler
- Fitz Eugene Dixon (1923–2006), US-amerikanischer Philanthrop
- Floyd Dixon (1929–2006), US-amerikanischer Pianist und Sänger
- Fostina Dixon (* 1956), US-amerikanische Jazzmusikerin
- Frank Dixon (Lacrossespieler) (1878–1932), kanadischer Lacrossespieler
- Frank J. Dixon (1920–2008), US-amerikanischer Mediziner
- Frank M. Dixon (1892–1965), US-amerikanischer Politiker
- Fred Dixon (* 1949), US-amerikanischer Leichtathlet
- Freddie Dixon (1892–1956), britischer Motorrad- und Autorennfahrer

### G
- Gayle Dixon (1947–2008), US-amerikanische Geigerin
- George Dixon (Seefahrer) (um 1755–1800), britischer Seefahrer, Offizier und Entdecker
- George Dixon (Politiker) (1820–1898), britischer Politiker
- George Dixon (Boxer) (1870–1908), kanadischer Boxer
- George Dixon (Basketballspieler) (1901–1991), US-amerikanischer Basketball- und Rugby-Union-Spieler
- George Dixon (Musiker) (1909–1994), amerikanischer Trompeter, Saxophonist und Arrangeur
- George Dixon (Footballspieler) (1934–1990), amerikanischer Canadian-Football-Spieler
- George Hall Dixon (* 1920), amerikanischer Politiker und Bankmanager
- Gregor Dixon (* 1972), kanadischer Rugby-Union-Spieler

### H
- Harold Dixon (1852–1930), britischer Chemiker
- Henry Dixon (1820–1893), britischer Fotograf
- Henry Aldous Dixon (1890–1967), US-amerikanischer Politiker
- Henry Hall Dixon (1822–1870), britischer Schriftsteller
- Henry Horatio Dixon (1869–1953), irischer Biologe
- Hugh Neville Dixon (1861–1944), britischer Botaniker
- Humphrey Dixon, britischer Filmeditor

### I
- Ida Dixon (1854–1916), US-amerikanische Gesellschaftsdame und Golfplatzarchitektin
- Ivan Dixon (1931–2008), US-amerikanischer Schauspieler und Regisseur

### J
- Jack Dixon (Rugbyspieler) (* 1994), walisischer Rugbyspieler
- Jack E. Dixon (* 1943), US-amerikanischer Biochemiker
- Jake Dixon (* 1996), britischer Motorradrennfahrer
- James Dixon (1814–1873), US-amerikanischer Politiker
- James Ray Dixon (1928–2015), US-amerikanischer Herpetologe
- Jane Holmes Dixon (1937–2012), US-amerikanische Bischöfin
- Jean Dixon (1893–1981), US-amerikanische Schauspielerin
- Jeane Dixon (1904–1997), US-amerikanische Astrologin
- Jeremiah Dixon (1733–1779), englischer Geometer
- Jessy Dixon (1938–2011), US-amerikanischer Gospelmusiker
- Jill Dixon (* 1935), britische Schauspielerin
- Jimmy Dixon (* 1981), liberianischer Fußballspieler
- Joan Dixon (Schauspielerin) (1930–1992), US-amerikanische Schauspielerin
- Joan M. Dixon (1937–2019), australische Zoologin

- John Dixon (Ingenieur) (1795?–1865), britischer Eisenbahn-Ingenieur
- John G. Dixon (1910–2000), britischer Offizier
- John Henry Dixon (* 1954), englischer Cricketspieler
- Johnny Dixon (1923–2009), englischer Fußballspieler
- Joseph Dixon (Politiker, 1828) (1828–1883), US-amerikanischer Politiker (North Carolina)
- Joseph Dixon (Politiker, 1867) (1867–1934), US-amerikanischer Politiker (Montana)
- Joseph A. Dixon (1879–1942), US-amerikanischer Politiker
- Julian C. Dixon (1934–2000), US-amerikanischer Politiker

### K
- Kaheim Dixon (* 2004), jamaikanischer Fußballspieler
- Karen Straker-Dixon (* 1964), britische Vielseitigkeitsreiterin
- Keith L. Dixon (Keith Lee Dixon; 1921–2012), US-amerikanischer Ornithologe
- Kerry Dixon (* 1961), englischer Fußballspieler
- Kevin Dixon (1902–1959), irischer Jurist, Generalstaatsanwalt

### L
- Lance J. Dixon (* 1961), US-amerikanischer Physiker
- Lawrence Dixon (1895–1970), US-amerikanischer Jazzmusiker
- Lee Dixon (* 1964), englischer Fußballspieler
- Leroy Dixon (* 1983), US-amerikanischer Leichtathlet
- Leslie Dixon, US-amerikanische Drehbuchautorin und Filmproduzentin
- Lincoln Dixon (1860–1932), US-amerikanischer Politiker
- Lucille Dixon (1923–2004), US-amerikanische Kontrabassistin
- Luther Dixon (1931–2009), US-amerikanischer Komponist und Produzent

### M
- Maggie Dixon (1977–2006), US-amerikanische Basketballtrainerin
- Malcolm Dixon (1899–1985), britischer Biochemiker
- Mary Dixon Kies (1752–1837), US-amerikanische Erfinderin
- Maurice James Dixon (1929–2004), neuseeländischer Rugby-Union-Spieler
- Maynard Dixon (1875–1946), amerikanischer Maler
- Medina Dixon (1962–2021), US-amerikanische Basketballspielerin
- Melvin Dixon (1950–1992), US-amerikanischer Hochschullehrer, Schriftsteller und Übersetzer
- Michael Dixon (Musiker) (* 1949), deutscher Musiker, Komponist und Hochschullehrer
- Michael Dixon (Biathlet) (* 1962), britischer Biathlet
- Michael Dixon (Politiker), US-amerikanischer Politiker
- Michael Dixon (Schauspieler) (* 1983), britischer Schauspieler
- Michael Dixon (Basketballspieler) (* 1990), georgisch-amerikanischer Basketballspieler
- Morrie Dixon (1929–2004), neuseeländischer Rugby-Union-Spieler
- Mort Dixon (1892–1956), US-amerikanischer Musiker, Liedermacher und Textdichter

### N
- Nathan Fellows Dixon (Politiker, 1774) (1774–1842), US-amerikanischer Politiker (Rhode Island), Senator
- Nathan Fellows Dixon (Politiker, 1812) (1812–1881), US-amerikanischer Politiker (Rhode Island), Abgeordneter im Repräsentantenhaus
- Nathan Fellows Dixon (Politiker, 1847) (1847–1897), US-amerikanischer Politiker (Rhode Island), Senator

### P
- Paul Dixon (Entertainer) (1918–1974), amerikanischer Showmaster
- Paul Dixon (Filmeditor), Filmeditor
- Paul Dixon (Fußballspieler, 1960) (* 1960), nordirischer Fußballspieler
- Paul Dixon (Rugbyspieler) (* 1962), englischer Rugbyspieler
- Paul Dixon (Eishockeyspieler) (* 1973), britischer Eishockeyspieler
- Paul Dixon (Fußballspieler, 1986) (* 1986), schottischer Fußballspieler
- Paul Dixon (Musiker) (* 1989), britischer Musiker
- Paul Rand Dixon (1913–1996), US-amerikanischer Manager
- Peter Dixon (* 1946), australischer Wirtschaftswissenschaftler und Hochschullehrer
- Peter S. Dixon (1928–1993), britischer Algenkundler
- Pierson John Dixon (1904–1965), britischer Diplomat

### R
- R. M. W. Dixon (Robert Malcolm Ward Dixon; * 1939), australischer Sprachwissenschaftler
- Ralph Dixon (1897–1948), US-amerikanischer Filmeditor
- Richard Dixon (Segler) (1865–1949), britischer Segler
- Richard Dixon (Politiker) (1905–1976), australischer Politiker (CPA) und Gewerkschafter
- Richard Dixon (Rugbytrainer) (* 1947), schottischer Rugbyspieler und -trainer
- Richard Watson Dixon (1833–1900), britischer Geistlicher, Schriftsteller und Historiker
- Rob Dixon, US-amerikanischer Saxophonist und Musikproduzent
- Robbie Dixon (* 1985), kanadischer Skirennläufer
- Robert Dixon (Entdecker) (1800–1858), australischer Vermesser und Entdecker
- Robert Dixon (Musikproduzent), jamaikanischer Musikproduzent
- Robert Dixon-Smith, Baron Dixon-Smith (* 1934), britischer Landwirt und Politiker (Conservative Party)
- Robin Dixon, 3. Baron Glentoran (* 1935), britischer Bobfahrer und Politiker
- Rod Dixon (* 1950), neuseeländischer Leichtathlet
- Roland Burrage Dixon (1875–1934), US-amerikanischer Anthropologe

### S
- Samantha Dixon (* 1965), britische Politikerin (Labour Party)
- Samuel Gibson Dixon (1851–1918), US-amerikanischer Mediziner
- Scott Dixon (* 1980), neuseeländischer Autorennfahrer
- Scott Dixon (Biathlet) (* 1994), britischer Biathlet
- Shailyn Pierre-Dixon (* 2003), kanadische Filmschauspielerin
- Sherwood Dixon (1896–1973), US-amerikanischer Politiker
- Stephen Dixon (* 1985), kanadischer Eishockeyspieler
- Stephen Dixon (Schriftsteller) (1936–2019), US-amerikanischer Schriftsteller

### T
- Tania Dixon (* 1970), neuseeländische Leichtathletin
- Tim Dixon (* 1984), britischer Moderator
- Thomas P. Dixon, US-amerikanischer Filmtechniker und Erfinder
- Tom Dixon (* 1959), britischer Industrie- und Möbeldesigner
- Tudor Dixon (* 1977), amerikanische Schauspielerin, Moderatorin und Politikerin
- Tyron Dixon (* 1979), deutscher DJ

### V
- Vance Dixon (* 1895), US-amerikanischer Jazzmusiker
- Vernon Dixon, britischer Artdirector und Szenenbildner
- Vonette Dixon (* 1975), jamaikanische Hürdenläuferin

### W
- Waynman Dixon (1844–1930), schottischer Eisenbahningenieur
- Wilfrid Dixon (1915–2008), US-amerikanischer Statistiker
- William Dixon (Ruderer), australischer Ruderer
- William Dixon (Schauspieler), US-amerikanischer Schauspieler
- William Hepworth Dixon (1821–1879), englischer Journalist und Schriftsteller
- William Robert Dixon (1925–2010), US-amerikanischer Jazzmusiker, siehe Bill Dixon
- William W. Dixon (William Wirt Dixon; 1838–1910), US-amerikanischer Politiker
- Willie Dixon (1915–1992), US-amerikanischer Bluesmusiker